# Radoslav Velikov
Radoslav Marinov Velikov (bulharsky Радослав Маринов Великов), (* 2. září 1983 ve Veliko Tarnovu, Bulharsko) je bulharský zápasník volnostylař, olympijský medalista z roku 2008.

## Sportovní kariéra
Vyrůstal v obci Kucina nedaleko Veliko Tarnova. V 11 začal s volným stylem ve Veliko Tarnovu pod vedením Lako Lakova. V roce 2003 se přesunul do Sofie do klubu Levski, kde se připravoval pod vedením Ivana Conova a Simeona Štereva. V roce 2004 si při své premiérové sezoně zajistil nominaci na olympijské hry v Athénách. Jeho snažení však skončilo v základní skupině. Od roku 2005 potom držel bulharskou vlajku, bývalé supervelmoci ve volném stylu, na předních příčkách. V roce 2008 vygradoval své dřívější úspěchy ziskem bronzové olympijské medaili na olympijských hrách v Pekingu. V roce 2012 se na olympijských hrách v Londýně opět probojoval do bojů o medaile, ale skončil na nepopulárním 5. místě. Od roku 2013 se snaží prosadit ve vyšší váhové kategorii.

## Výsledky
| Olympijské hry     | 9. |    |    |     | 3. |     |    |     | 5. |   |   |    |
| Mistrovství světa  |    | 2. | 1. | 13. |    | 12. | 7. | 2.  |    | — | — | —  |
| Evropské hry       |    |    |    |     |    |     |    |     |    |   |   | 5. |
| Mistrovství Evropy | —  | 2. | —  | 3.  | 9. | 3.  | 2. | 11. | 3. | — | — | 5. |